# Campionati asiatici di taekwondo
I Campionati asiatici di taekwondo sono la massima competizione continentale, organizzata dalla WT Asia. La prima edizione si è svolta presso il Kukkiwon di Seul in Corea del Sud nel 1974.

## Edizioni
| Anno | Data                    | Luogo        | Impianto                          | Nazionale maschile | Nazionale femminile |
| ---- | ----------------------- | ------------ | --------------------------------- | ------------------ | ------------------- |
| 1974 | 18–20 ottobre           | Seul         | Kukkiwon                          | Corea del Sud      |                     |
| 1976 | 16–17 ottobre           | Melbourne    | Dallas Brooks Hall                | Corea del Sud      |                     |
| 1978 | 8–10 settembre          | Hong Kong    | Macpherson Stadium                | Corea del Sud      |                     |
| 1980 | 14–16 novembre          | Taipei       | Municipal Gymnasium               | Corea del Sud      |                     |
| 1982 | 9–11 dicembre           | Singapore    | Gay World Stadium                 | Corea del Sud      |                     |
| 1984 | 9–11 novembre           | Manila       | Complesso sportivo Memorial Rizal | Corea del Sud      |                     |
| 1986 | 18–20 aprile            | Darwin       | Marrara Sports Complex            | Corea del Sud      | Taipei cinese       |
| 1988 | 23–25 marzo             | Katmandu     | Dasarath Rangasala Stadium        | Corea del Sud      | Corea del Sud       |
| 1990 | 2–4 giugno              | Taipei       | Taipei Municipal Junior College   | Corea del Sud      | Taipei cinese       |
| 1992 | 31 gennaio – 2 febbraio | Kuala Lumpur | Stadium Negara                    | Corea del Sud      | Corea del Sud       |
| 1994 | 28–30 gennaio           | Manila       | Ninoy Aquino Stadium              | Corea del Sud      | Corea del Sud       |
| 1996 | 14–16 giugno            | Melbourne    |                                   | Corea del Sud      | Corea del Sud       |
| 1998 | 15–17 maggio            | Ho Chi Minh  |                                   | Corea del Sud      | Corea del Sud       |
| 2000 | 13–16 maggio            | Hong Kong    |                                   | Corea del Sud      | Corea del Sud       |
| 2002 | 26–28 aprile            | Amman        |                                   | Corea del Sud      | Corea del Sud       |
| 2004 | 20–23 maggio            | Seongnam     | Seongnam Gymnasium                | Corea del Sud      | Corea del Sud       |
| 2006 | 21–23 aprile            | Bangkok      | Hua Mark Indoor Stadium           | Corea del Sud      | Corea del Sud       |
| 2008 | 26–28 aprile            | Luoyang      | The Sports Centre Gymnasium       | Iran               | Cina                |
| 2010 | 21–23 maggio            | Astana       | Daulet Sport Complex              | Iran               | Corea del Sud       |
| 2012 | 9–11 maggio             | Ho Chi Minh  | Phú Thọ Indoor Stadium            | Corea del Sud      | Taipei cinese       |
| 2014 | 26–28 maggio            | Tashkent     | Universal Palace Uzbekistan       | Iran               | Corea del Sud       |
| 2016 | 18–20 aprile            | Pasay        | Marriott Convention Center        | Iran               | Corea del Sud       |
| 2018 | 26–28 maggio            | Ho Chi Minh  | Phú Thọ Indoor Stadium            | Corea del Sud      | Cina                |
| 2021 | 16–18 giugno            | Beirut       | Stadio Nouhad Naufal              | Corea del Sud      | Corea del Sud       |